# أزمة بادس (2012)
أزمة بادس (بينيون دي فيليز دي لا غوميرا) 2012 هي أزمة إقليمية اندلعت بين إسبانيا والمغرب ، وهي الثانية في القرن الحادي والعشرين بعد الحادثة التي وقعت في جزيرة ليلى في عام 2002.
وقعت الأزمة فجر يوم 29 أغسطس 2012، حوالي الساعة 8:30 بالتوقيت الإسباني المحلي (6:30 بتوقيت المغرب)، بعد احتلال جزيرة قميرة (بادس) من قبل مجموعة من الناشطين من لجنة التنسيق تحرير سبتة ومليلية بقيادة يحيى يحيى ، ورئيس بلدية مدينة بني أنصار المغربية، اللذان خططا لوضع العلم المغربي فوق الصخرة. وبعد عدة تحذيرات، اُعتقل أربعة من النشطاء من قبل القوات النظامية الإسبانية التي تحرس الإقليم، وتمكن ثلاثة من المتظاهرين من الفرار إلى الأراضي المغربية. 

## أنظر أيضا
- سقوط سبتة
- العلاقات المغربية الاسبانية
- أزمة جزيرة ليلى